# Laurent Obertone
Laurent Obertone (* 1984) ist das Pseudonym eines französischen Journalisten, Essayisten und Autors mit in der Öffentlichkeit nicht bekannten Identität. Seine Thesen sind besonders einflussreich bei der extremen Rechten und den Konservativen, aber auch innerhalb der Präsidentenmehrheit von Emmanuel Macron. Seine Bücher werden jedoch auch heftig kritisiert. 2013 veröffentlichte er – benannt nach dem Stanley Kubrick-Film Uhrwerk Orange – das Buch La France Orange mécanique, welches eine Zunahme der Kriminalität im heutigen Frankreich diagnostiziert. In Frankreich hatte das Buch eine ähnliche Funktion wie Sarrazins Deutschland schafft sich ab.

## Leben
Laurent Obertone wurde 1984 im Jura geboren. Nach dem Studium der Anthropologie und Geschichte arbeitete er als Journalist. Der Name Laurent Obertone ist ein Pseudonym.

## Bücher
- La France Orange mécanique. Éditions Ring, 2013, ISBN 979-10-91447-03-4
  - Nouvelle Édition Augmentee (2015), ISBN 979-10-91447-27-0
- Utøya. Éditions Ring, 2013, ISBN 979-10-91447-08-9
- mit Xavier Raufer: La France Big Brother. 2015, ISBN 979-10-91447-26-3
- Guerilla – Le jour où tout s’embrasa. 2016, ISBN 979-10-91447-49-2
  - Deutsche Ausgabe: Verlag Antaios, 2019, ISBN 978-3-944422-14-5

| Personendaten    | Personendaten                      |
| ---------------- | ---------------------------------- |
| NAME             | Obertone, Laurent                  |
| KURZBESCHREIBUNG | französischer Journalist und Autor |
| GEBURTSDATUM     | 1984                               |